# I Knew You Were Trouble
«I Knew You Were Trouble» —en español: «Sabía que eras un problema»— es una canción interpretada por la cantante estadounidense Taylor Swift, incluida en su cuarto álbum de estudio, Red, de 2012. Swift la compuso junto a Max Martin y Shellback, y estos dos también la produjeron. Inicialmente, Big Machine Records la lanzó como sencillo promocional el 9 de octubre de 2012, pero el 13 de diciembre del mismo año se convirtió en el tercer sencillo oficial del disco.
Contó con buena recepción por parte de los críticos musicales, quienes elogiaron la influencia dubstep presente en la pista. Laurence de Music City Post la comparó con los trabajos de Cher Lloyd y Katy Perry, mientras que Lewis Corner de Digital Spy destacó positivamente la decisión de Swift de adoptar un nuevo estilo de música. También tuvo buen recibimiento comercial y logró convertirse en uno de los sencillos más exitosos de Swift internacionalmente. Se ubicó en el segundo puesto en los Estados Unidos, Canadá, Escocia y Reino Unido, y logró posicionarse entre los diez primeros puestos de las listas de Australia, la Región Flamenca de Bélgica, Dinamarca, Irlanda, Nueva Zelanda y Suiza.
La intérprete publicó el vídeo musical del sencillo el 13 de diciembre de 2012, y estuvo dirigido por Anthony Mandler. Este recibió comparaciones con «Ride» de Lana del Rey y «We Found Love» de Rihanna, debido a su trama. Para promocionar el tema, Swift lo interpretó en distintos eventos, tales como los American Music Awards de 2012 y los ARIA Music Awards, celebrados en Sídney (Australia) el mismo año. Por otro lado, varios artistas y grupos como Selena Gomez & the Scene lo versionaron. Además, recibió una nominación a la versión australiana de los premios Kid's Choice Awards en la categoría de canción favorita.

## Antecedentes y descripción
Taylor Swift compuso  la canción junto a Max Martin y Shellback, quienes también la produjeron. El primero de estos es conocido por haber producido temas como «I Want It That Way» de Backstreet Boys, «...Baby One More Time» de Britney Spears y «I Kissed a Girl» de Katy Perry. El 8 de octubre de 2012, Swift la presentó en el programa matutino Good Morning America. Allí, comentó que: «Es una de mis canciones favoritas del álbum, porque suena tan caótica como lo que sentí cuando la escribí [...] Es una canción sobre estar frustrado contigo mismo porque estas aquí [con el] corazón roto y supiste cuando viste a esa persona por primera vez, viste todas esas advertencias y de igual forma fuiste por eso». «I Knew You Were Trouble» presenta influencias del género musical dubstep, y según Andrew Hampp de la revista Billboard, muestra a Swift gritando: «¡Estoy experimentando!» en un megáfono.
Amanda Dobbins de Vulture comentó que: «El dubstep aquí se limita a algunos "wubs" en el (ligeramente irritante) estribillo». Sam Lansky de Idolator dijo que: «Las composiciones de Swift usualmente tienden a ser impulsadas por detalles muy específicos». Sin embargo, agregó que en «I Knew You Were Trouble» el estribillo «I knew you were trouble when you walked in / So shame on me now / Flew me to places I'd never been / Now I'm lying on the cold hard ground» —en español: «Sabía que eras un problema cuando entraste / así que la culpa es mía / volé a lugares en los que nunca había estado / ahora estoy tirada en el suelo frío y duro»— es más amplio. Refiriéndose al mismo verso, Lansky añadió: «Si Taylor hubiera escrito esto sola, hubiéramos conocido el nombre del bar al que él entró, el tipo de avión [en el que] voló y si el suelo era de baldosas, linóleo o de concreto, y todo habría sucedido un martes». La canción está escrita en la tonalidad de mi bemol menor. El registro de Swift se extiende desde la nota si bemol menor hasta la mi bemol mayor. Inicialmente, Big Machine Records lo lanzó como sencillo promocional el 9 de diciembre de 2012, pero el 13 de diciembre del mismo año lo convirtió en el tercer sencillo oficial del disco.
Actualmente el videoclip oficial cuenta con más de 400 millones de visualizaciónes en la plataforma YouTube

## Recepción

### Comentarios de la crítica

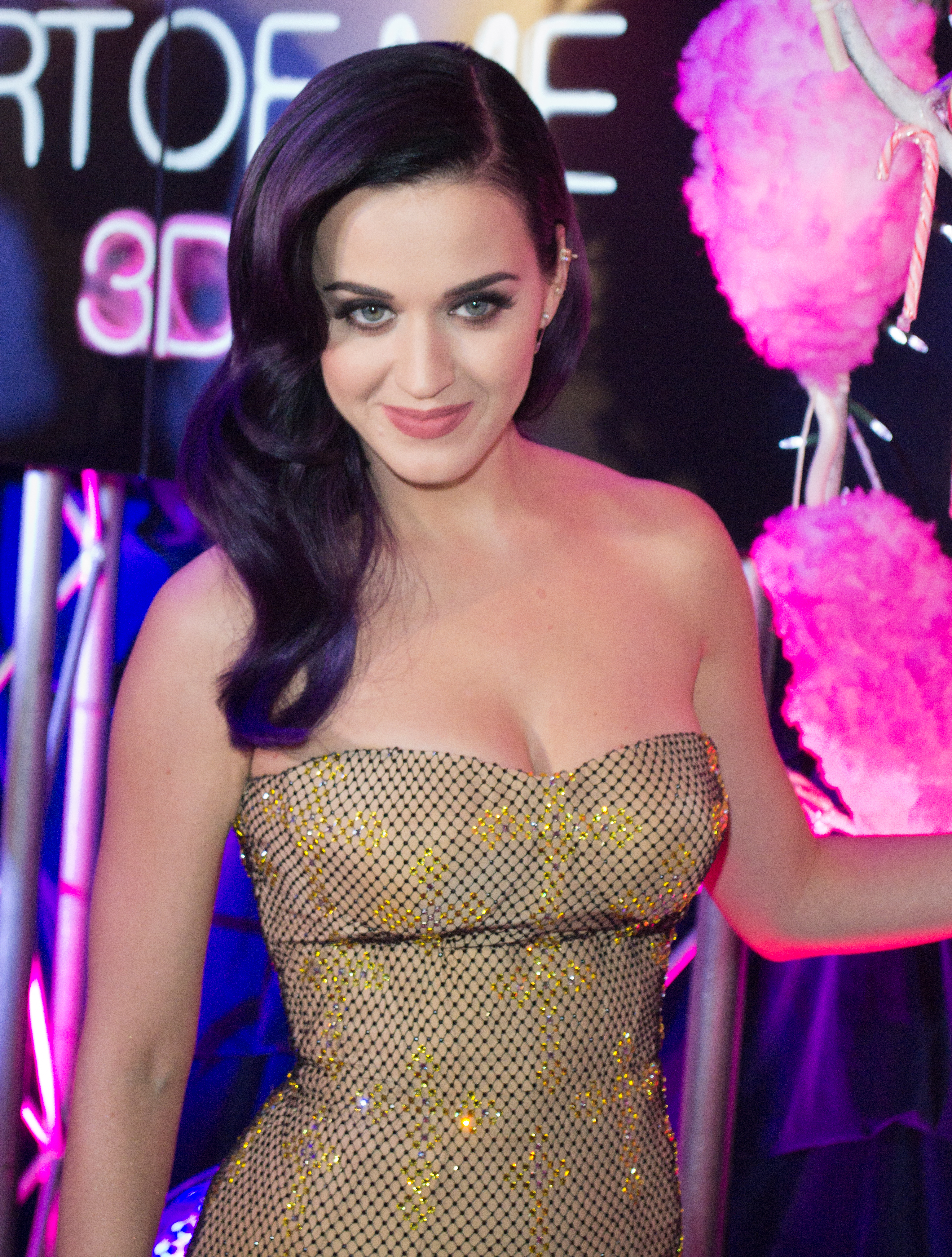
Diversos críticos compararon el tema con canciones de la cantante estadounidense Katy Perry.

Marc Hogan de Spin comentó que: «Si [la canción] hubiera salido en los días de "Hold It Against Me" de Britney Spears podría haber sido un verdadero [éxito] para la mega-vendedora [artista] pop country». Jocelyn Vena de MTV dijo que la canción «toca todos los géneros musicales», como el pop, country e incluso dance. Ray Rahman de Entertainment Weekly comparó el sonido del tema con el de «We Are Never Ever Getting Back Together». Sin embargo, también destacó el «puñado de dubstep» presente. Según Laurence de Music City Post, «no suena particularmente como Taylor», sino como una combinación entre Cher Lloyd y Katy Perry. No obstante, añadió que es «bastante buena» y señaló que Swift «es más que solo la chica country pop linda». Jon Caramanica de The New York Times dijo que el «bamboleo dubstep» de la mitad del tema «cambia el curso no solo de la canción, sino también de la carrera de Swift». Andrew Unterberger de Pop Dust dijo que podría ser un éxito, así como también un desastre que podría «descarrilar su carrera». Unterberger también comentó que «suena un poco como una canción de Katy Perry con un poco del estilo y actitud de "Misery Business" de Paramore», y concluyó su revisión diciendo que «no es uno de los momentos decisivos de Red». Bridget Reed Morawski de Entertainment Monthly reseñó: 

«Con un sonido fresco y nuevo, Taylor Swift suena cada vez menos como la dulce chica country que crecimos amando y respetando más y más como la tradicional estrella de nuestro tiempo. A pesar del completo [cambio de] género, Swift demuestra que es adaptable y talentosa cuando oscila fuera de sus canciones cómodas».

Morawski también escribió que «sus letras no piden simpatía, a diferencia de las letras de canciones viejas como "Tied Together With a Smile"». Jessica Sager de Pop Crush comentó que: «A diferencia de "Back to December" [y] "Speak Now", este puede ser el primer sencillo en el que Swift, aunque sea indirectamente, toma la responsabilidad de su papel en una relación fallida». Sager también comentó que: «La canción tiene claras influencias dubstep en su producción e instrumentación, y es una pura confección pop». Por otro lado, la misma revisora añadió que: «Hay un montón de diferentes sonidos, armonías y géneros en el trabajo, y si bien temáticamente encajan entre sí, no siempre combinan a la perfección». The Pop Fairy dijo que «en términos de pegajosidad, la canción es una luz verde» y que su letra es fácil de memorizar. Lewis Corner de Digital Spy escribió que: «La decisión de Taylor Swift de adoptar un sonido más pop ha demostrado ser fructífera» y le otorgó cuatro estrellas de cinco.

### Recibimiento comercial
La canción tuvo generalmente buen recibimiento comercial mundialmente y se convirtió en una de las mejores posicionadas de la carrera de Swift en las listas de éxitos. En los Estados Unidos, alcanzó la posición número dos en el conteo Billboard Hot 100, bloqueada por Locked on Heaven de Bruno Mars, así como el número uno en la lista Digital Songs. El tema debutó con 416 000 descargas digitales, lo que lo convierte en el segundo sencillo de la artista que logra debutar con más de 400 mil ejemplares vendidos, luego de «We Are Never Ever Getting Back Together», que vendió 623 000 copias digitales en su primera semana. Esto convirtió a Swift en la primera artista en la historia que logra debutar dos canciones con más de 400 mil ventas en su primera semana. De igual forma, alcanzó la primera posición en la lista Pop Songs, lo que la convierte en la segunda canción de la intérprete que logra encabezar la lista, luego de «Love Story», que alcanzó el número uno en 2009. La RIAA le otorgó cuatro discos de platinos debido a sus ventas superiores a cuatro millones de descargas digitales. En Australia, alcanzó el número tres en la lista Australian Singles Chart y recibió cuatro discos de platino por parte de la ARIA que certifican 350 mil copias vendidas. En Canadá alcanzó el segundo puesto de la lista Canadian Hot 100 y en Dinamarca el número tres. En Canadá recibió cinco discos de platino debido a que vendió aproximadamente 400 mil ejemplares. En Dinamarca, se volvió el sencillo mejor posicionado de la cantante y recibió un disco de oro por comercializar 15 mil ejemplares. En Nueva Zelanda también alcanzó la tercera posición, y obtuvo dos discos de platino por parte de la RIANZ, debido a sus ventas superiores a 30 000 descargas digitales.
En Irlanda, «I Knew You Were Trouble» alcanzó la cuarta posición, mientras que en Escocia y el Reino Unido obtuvo el puesto número dos. En el último de estos, obtuvo un disco de platino por vender aproximadamente 600 000 copias en el país, y para julio de 2013, era el décimo sencillo más vendido del año. Para abril de 2014, el tema era uno de los 100 más descargados en toda la historia del Reino Unido. Por otro lado, en Austria se posicionó en el número doce, lo que la convierte en la tercera canción de Swift que logra figurar en el conteo Ö3 Austria Top 75, luego de «Love Story» y «We Are Never Ever Getting Back Together». En la región Flandes de Bélgica alcanzó el número diez, mientras que en la región Valonia se ubicó en el puesto número treinta y dos. En Suiza debutó en el número cuarenta y siete, y semanas más tarde alcanzó el puesto número ocho, posición más alta alcanzada por cualquier sencillo de la cantante en el país. La IFPI le otorgó un disco de platino por haber vendido aproximadamente 30 000 copias en Suiza. En los Países Bajos llegó al número veintisiete, mientras que en la República Checa alcanzó el número uno y en Japón se posicionó en el cincuenta y uno. En Eslovaquia alcanzó el puesto número treinta y ocho de su top 100, y en Francia se ubicó en el número treinta y dos. En Alemania llegó al número nueve y en Suecia alcanzó el treinta y siente, asimismo obtuvo discos de oro en ambos países.

## Promoción

### Vídeo musical
El 18 de noviembre de 2012, se filtraron fotos de Swift y Reeve Carney —coprotagonista del vídeo— en Los Ángeles, filmando el vídeo. Anthony Mandler, conocido por haber dirigido varios vídeos de Rihanna, estuvo a cargo de la filmación del vídeo musical. Su estreno se llevó a cabo el 13 de diciembre del mismo año en MTV, lo que lo convierte en el vigésimo tercer vídeo de la carrera de Swift, y conmemorando a su vez su cumpleaños número veintitrés. El clip inicia con Swift despertando en un desierto vacío, donde todavía quedan de los restos de la noche anterior. Mientras tanto, la intérprete realiza un «sombrío» monólogo en el que relata:

«Creo que cuando todo está acabado vuelve en flashes, ¿sabes? Es como un caleidoscopio de recuerdos; simplemente regresan. Pero él nunca lo hace. Creo que parte de mí supo desde el segundo en que lo vi que esto pasaría. En realidad no es nada que él dijo, o algo que hizo — fue el sentimiento que vino junto a eso. Lo loco es que, no sé si me volveré a sentir así otra vez. Pero no sé si debería. Sabía que el mundo se movía demasiado rápido y explotaba hasta brillar, pero solo pensaba, "¿Cómo puede el demonio estar tirándote hacia alguien que luce como un ángel cuando te sonríe?" tal vez él sabía eso cuando me vio. Supongo que perdí mi equilibrio. Creo que la peor parte de eso no fue perderlo a él. Sino perdeme a mí».

Luego se intercalan escenas analepsis de una relación alborotada. Durante el vídeo se ve a Swift en una habitación sucia de un hotel, el baño, un bar y una pista de baile, donde su novio besa a otra chica. Este finaliza con Swift diciendo: «I don't know if you know who you are until you lose who you are» —en español: «No sé si sabes quién eres hasta que pierdes quien eres»—. Chris Martins de Spin y Amanda Dobbins de Vulture compararon la trama del vídeo con la de «Ride» de Lana Del Rey, mientras que la revista Rolling Stone, James Montgomery de MTV y Christopher Rosen de Huffington Post lo compararon con «We Found Love» de Rihanna. El vídeo recibió el premio a mejor vídeo femenino en los MTV Video Music Awards de 2013, categoría en la que competía con «Stay» de Rihanna con Mikky Ekko, «We Can't Stop» de Miley Cyrus, «Just Give Me a Reason» de P!nk con Nate Ruess y «Heart Attack» de Demi Lovato. No obstante, perdió el premio a vídeo del año contra «Mirrors» de Justin Timberlake.

### Presentaciones en directo y versiones

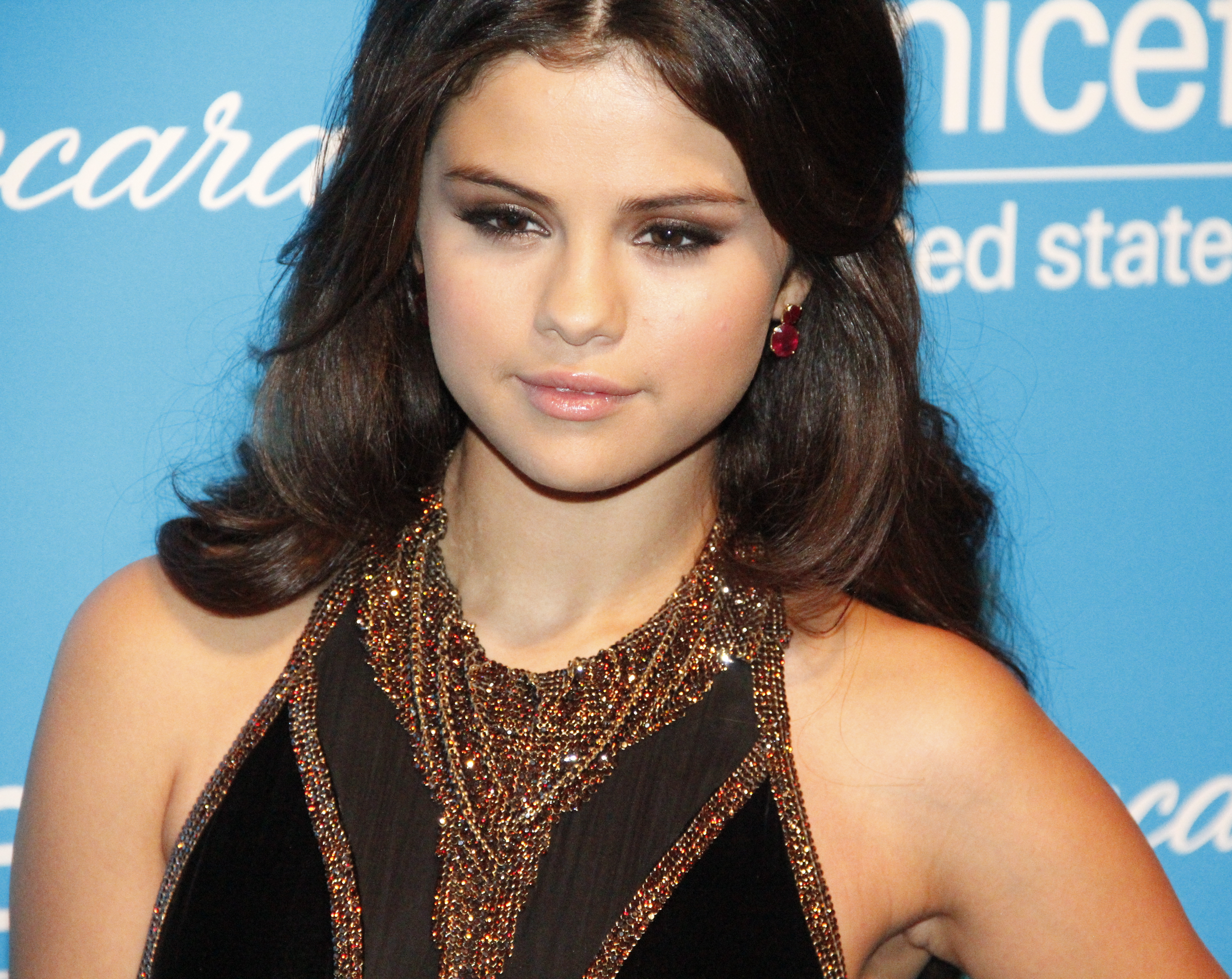
Selena Gomez & the Scene versionó el tema en un concierto benéfico para la UNICEF.

El 18 de noviembre de 2012, Swift asistió a los American Music Awards, donde cantó el tema y recibió el galardón a mejor artista femenina de country. Posteriormente, el 27 del mismo mes, Swift se presentó en una entrevista en el programa estadounidense Today, allí, interpretó «We Are Never Ever Getting Back Together», «I Knew You Were Trouble» y «Red». Al día siguiente, la intérprete apareció en el programa australiano Fifi and Jules, donde interpretó una versión acústica de la canción. El 29 de noviembre, se presentó en los ARIA Music Awards celebrados en Sídney, Australia, para interpretar también «I Knew You Were Trouble». El 1 de diciembre, la cantante asistió al concierto anual Jingle Ball, celebrado en Los Ángeles y cantó el sencillo. El 31 de diciembre de 2012, la artista la cantó junto a «We Are Never Ever Getting Back Together» en el evento de fin de año New Year's Rockin' Eve, celebrado en Nueva York. Luego de los NRJ Music Awards de 2013, donde la cantante presentó «We Are Never Ever Getting Back Together», dio un concierto privado en Francia, allí, cantó temas de su segundo álbum de estudio como «Love Story» y «You Belong with Me», así como «22», «I Knew You Were Trouble» y «We Are Never Ever Getting Back Together».

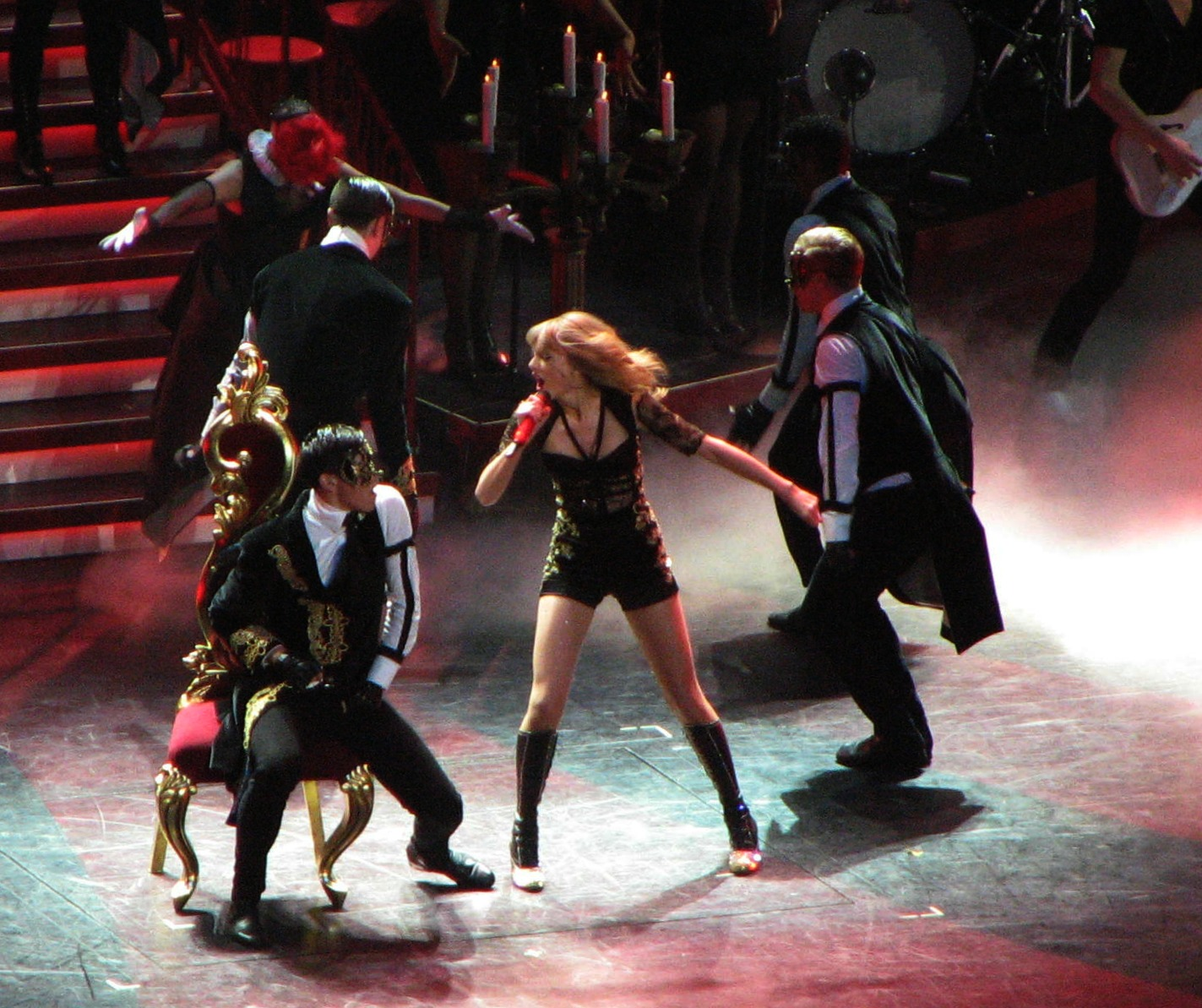
Swift cantando el tema en su gira Red Tour.

El 20 de febrero de 2013, cantó el tema en la entrega de premios Brit, celebrados en O2 Arena, Londres. Durante su presentación, Swift usó un vestido geométrico blanco, mientras que los bailarines utilizaban trajes renacentistas. También, incluyeron efectos de fuego y nieve. A mitad de la presentación, la intérprete se deshizo de su traje blanco y reveló un vestido negro corto oculto debajo de este. El espectáculo llamó la atención del cantante británico Robbie Williams, quien comentó que fue «realmente buena» y que es un «gran tema». El 22 de febrero del mismo año, asistió al programa The Graham Norton Show para una entrevista, allí, cantó el tema. Además de las presentaciones de Swift, otros artistas interpretaron la canción en vivo y realizaron sus propias versiones del tema. La banda Selena Gomez & the Scene versionó la canción en un concierto benéfico de la UNICEF en enero de 2013. A su vez, la vocalista de la banda, Selena Gomez, publicó un vídeo junto a sus amigas realizando una coreografía de la canción. El grupo Walk Off the Earth publicó una versión del tema también en enero. El cantante británico Tom Odell cantó la canción para el álbum recopilatorio de BBC Radio 1, Live Lounge. El dueto Megan & Liz también publicó su versión de la pista, que recibió críticas positivas. Simultáneamente, la boy band Midnight Red también la versionó. El 19 de septiembre de 2013, la cantante británica Jessie J visitó el programa BBC Radio 1′s Live Lounge para promocionar su álbum Alive; allí, interpretó una versión acústica de «I Knew You Were Trouble».

## Formato
- Descarga digital

| «I Knew You Were Trouble» — Sencillo |                           |          |  |
| N.º                                  | Título                    | Duración |  |
| 1.                                   | «I Knew You Were Trouble» | 3:38     |  |

## Posicionamiento en listas

### Semanales
| País              | Lista                     | Mejor posición |             |
| 2012 — 2013       | 2012 — 2013               | 2012 — 2013    | 2012 — 2013 |
| ----------------- | ------------------------- | -------------- | ----------- |
| Alemania          | German Singles Chart      | 9              |             |
| Australia         | Australian Singles Chart  | 3              |             |
| Austria           | Ö3 Austria Top 75         | 6              |             |
| Bélgica (Flandes) | Ultratop 50               | 10             |             |
| Bélgica (Valonia) | Ultratop 40               | 32             |             |
| Canadá            | Canadian Hot 100          | 2              |             |
| Dinamarca         | Tracklisten               | 3              |             |
| Escocia           | Scottish Singles Charts   | 2              |             |
| Eslovaquia        | Radio Top 100             | 17             |             |
| España            | Spanish Singles Chart     | 17             |             |
| Estados Unidos    | Billboard Hot 100         | 2              |             |
| Estados Unidos    | Pop Songs                 | 1              |             |
| Estados Unidos    | Radio Songs               | 1              |             |
| Estados Unidos    | Digital Songs             | 1              |             |
| Estados Unidos    | Adult Pop Songs           | 1              |             |
| Francia           | French Singles Chart      | 14             |             |
| Hungría           | Rádiós Top 40             | 13             |             |
| Irlanda           | Irish Singles Chart       | 4              |             |
| Japón             | Japan Hot 100             | 51             |             |
| Nueva Zelanda     | New Zealand Singles Chart | 3              |             |
| Países Bajos      | Dutch Top 40              | 19             |             |
| Reino Unido       | UK Singles Chart          | 2              |             |
| República Checa   | Radio Top 100             | 1              |             |
| Suecia            | Swedish Singles Chart     | 37             |             |
| Suiza             | Swiss Single Chart        | 8              |             |

#### Sucesión en listas
| Predecesor: «Live While We're Young» de One Direction «Locked Out of Heaven» de Bruno Mars | Digital Songs — Sencillo número uno 27 de octubre de 2012 — 3 de noviembre de 2012 12 de enero de 2013 — 26 de enero de 2013 | Sucesor: «Gangnam Style» de PSY «Thrift Shop» de Macklemore con Ryan Lewis y Wanz |
| Predecesor: «Locked Out of Heaven» de Bruno Mars                                           | Pop Songs — Sencillo número uno 2 de febrero de 2013 — 23 de marzo de 2013                                                   | Sucesor: «Thrift Shop» de Macklemore con Ryan Lewis y Wanz                        |
| Predecesor: «Locked Out of Heaven» de Bruno Mars                                           | Radio Songs — Sencillo número uno 23 de febrero de 2013 — 23 de marzo de 2013                                                | Sucesor: «Thrift Shop» de Macklemore con Ryan Lewis y Wanz                        |
| Predecesor: «Try» de Pink                                                                  | Adult Pop Songs — Sencillo número uno 16 de marzo de 2013 — 23 de marzo de 2013                                              | Sucesor: «Daylight» de Maroon 5                                                   |
| Predecesor: «Everything At Once» de Lenka                                                  | Radio Top 100 — Sencillo número uno                                                                                          | Sucesor: «Stay» de Rihanna con Mikky Ekko                                         |

### Certificaciones
| País           | Organismo certificador | Certificación | Ventas certificadas | Simbolización | Ref.   |
| -------------- | ---------------------- | ------------- | ------------------- | ------------- | ------ |
| Alemania       | BVMI                   | Oro           | 150 000             | ●             | [ 63 ] |
| Australia      | ARIA                   | 6× Platino    | 420 000             | 6▲            | [ 40 ] |
| Austria        | IFPI — Austria         | Oro           | 15 000              | ●             | [ 89 ] |
| Bélgica        | BEA                    | Oro           | 10 000              | ▲             | [ 90 ] |
| Canadá         | CRIA                   | 5× Platino    | 400 000             | 5▲            | [ 43 ] |
| Dinamarca      | IFPI — Dinamarca       | Oro           | 15 000              | ●             | [ 44 ] |
| Estados Unidos | RIAA                   | 6× Platino    | 6 000               | 6▲            | [ 38 ] |
| México         | AMPROFON               | Oro           | 30 000              | ●             | [ 91 ] |
| Nueva Zelanda  | RIANZ                  | 2× Platino    | 20 000              | 2▲            | [ 46 ] |
| Reino Unido    | BPI                    | Platino       | 600 000             | ▲             | [ 49 ] |
| Suecia         | GLF                    | Oro           | 20 000              | ●             | [ 92 ] |
| Suiza          | IFPI — Suiza           | Platino       | 30 000              | ▲             | [ 55 ] |
| Venezuela      | AVINPRO                | Platino       | 30 000              | ▲             | [ 93 ] |

### Anuales
| Australia     | Australian Singles Chart  | 27  |
| Nueva Zelanda | New Zealand Singles Chart | 33  |
| Reino Unido   | UK Singles Chart          | 102 |

| Australia         | Australian Singles Chart  | 55 |
| Austria           | Ö3 Austria Top 40         | 34 |
| Bélgica (Flandes) | Ultratop 50               | 51 |
| Bélgica (Valonia) | Ultratop 40               | 81 |
| Canadá            | Canadian Hot 100          | 12 |
| Estados Unidos    | Adult Pop Songs           | 18 |
| Estados Unidos    | Billboard Hot 100         | 16 |
| Estados Unidos    | Digital Songs             | 8  |
| Estados Unidos    | Pop Songs                 | 3  |
| Estados Unidos    | Radio Songs               | 9  |
| Nueva Zelanda     | New Zealand Singles Chart | 31 |
| Reino Unido       | UK Singles Chart          | 17 |
| Suiza             | Swiss Single Chart        | 34 |

## Premios y nominaciones
El sencillo «I Knew You Were Trouble» recibió varias nominaciones en distintas ceremonias de premiación. A continuación, una lista de las candidaturas que obtuvo:
| Año  | Ceremonia de premiación         | Premio                       | Resultado | Ref.    |
| ---- | ------------------------------- | ---------------------------- | --------- | ------- |
| 2013 | Kid's Choice Awards (Australia) | Canción favorita             | Nominado  | [ 110 ] |
| 2013 | Radio Disney Music Awards       | Mejor canción del año        | Ganador   | [ 111 ] |
| 2013 | Teen Choice Awards              | Sencillo de artista femenina | Nominado  | [ 112 ] |
| 2013 | MTV Video Music Awards          | Vídeo del año                | Nominado  | [ 69 ]  |
| 2013 | MTV Video Music Awards          | Mejor vídeo femenino         | Ganador   | [ 69 ]  |

## Créditos y personal
- Shellback: guitarra acústica y eléctrica, bajo, programación, productor, teclado y compositor.
- Max Martin: guitarra acústica, teclado, productor y compositor.
- JoAnn Tominaga: coordinador de producción.
- Tim Roberts: ingeniero asistente de mezclas.
- John Hanes: ingeniero de mezclas.
- Tom Coyne: masterizador.
- Serban Ghenea: mezclas.
- Michael Ilbert y Sam Holland: grabación.
- Eric Eylands: asistente de grabación.
- Taylor Swift: voz, compositora.

Fuente: Discogs